# John Coyle
John Cohen Coyle (1932. szeptember 28. – 2016. május 14.) skót válogatott labdarúgó. 

## Pályafutása

### Klubcsapatban
1950 és 1957 között a Dundee United csapatában játszott. 1957 és 1960 között a Clyde együttesében szerepelt, melynek tagjaként 1958-ban megnyerte a skót labdarúgókupát. 1960-tól Angliában a Cambridge United játékosa volt.

### A válogatottban
A skót válogatott tagjaként részt vett az 1958-as világbajnokságon, de nem lépett pályára egyetlen mérkőzésen sem.

## Sikerei, díjai
Clyde FC
- Skót kupagyőztes (1): 1957–58